# Милан М. Јовановић
Милан М. Јовановић (Свилајнац, 2. фебруар 1893 — 1945) познат још и као Милан Јапанац, био је српски доктор филозофије и просветни радник. Сврстава се у мислиоце неокантовске школе.

## Биографија
Милан М. Јовановић је рођен 2. фебруара 1893. године у Свилајнцу, као син продавца новина и домаћице. После свршене основне школе уписује средњу Занатлијску, где га примећује професор Милорад Типсаревић, који га наговара да настави образовање и финансијски му помаже да заврши гимназију. Дипломирао је 1925. године на Филозофском факултету, где је као неуказни асистент радио при Семинару за филозофију. Докторирао је под менторством проф. др Бранислава Петронијевића на тему Смисао и вредност живота по Хајнриху Рикерту. Након тога враћа се у Ћуприју као професор у тамошњој реалној гимназији, да би 1943. године постао вршилац дужности директора.
Нису познате околности Јовановићеве смрти. Његова породица тврди да је 1945. године добио позив од нових комунистичких власти, да се том позиву одазвао, а после тога му се губи сваки траг.

## Филозофски и научни рад
Јовановићева филозофија је у великој мери била одређена Петронијевићевим емпириорационализмом: Прави мислилац, образлаже Јовановић, треба да буде доиста живо и јасно огледало свега што постоји; зато он мора својим разумом продрети у биће до последњих дубина и у њему све осветлити, да не остане више никакав траг тамнине и нејасности.
У лику Доситеја Обрадовића, Јовановић види филозофа универзалних светоназора и творца савремене српске културе.
Јовановић пише и критичке приказе и осврте на дела српских колега, али и преглед филозофске мисли у периоду између два светска рата.  Филозоф Радомир Ђорђевић Јовановићево писање наводи као пример „обрасца објективности“ – неокантовца који је подједнако придавао пажњу марксистичким мислиоцима. Андрија Стојковић у Јовановићу, пак, види „несређеног еклектика“.
Јовановићев мисаони процес се може сагледати кроз његову рецензију дела колеге Душка Недељковића, Неморалност бесмртности и етичка функција смрти. Јовановић истиче да је аутор амбициозан, али истовремено критикује његову изведбу као површну и брзоплету, пуну противречности, тако да је по његовом мишљењу Недељковић подбацио у односу на наслов књиге. Према Јовановићевом приказу, Недељковић заснива свој вредносни систем на егоизму, али при том наглашава да сваки појединац треба да „поставља свој идеал“ у складу са индивидуалношћу других људи. Јовановић подвлачи немогућност да се солидарност гради на ексклузивном егоизму, будући да се те појаве међусобно потиру. Недељковић, касније председник Државне комисије за утврђивање ратних злочина окупатора и њихових помагача, у годинама после Другог светског рата ће написати да је Јовановића управо филозофија емпириорационализма навела на издају.

## Политички ставови
Поред филозофског и просветног рада, Јовановић је био политички ангажован као страствен монархиста и идеолог интегралног југословенства. У својим говорима посвећеним Соколском покрету, Јовановић назива краља Александра Карађорђевића „путоказом“ и „лучом светиљом“ – оваплоћењем „генија југословенског народа“. У хроникама објављиваним после Другог светског рата, оптужен је да је био сарадник окупатора и издајник радничке класе. Међутим, званични историјски извори нису сагласни око Јовановићевих становишта: у једним је наведен као симпатизер Драже Михаиловића, а у другим као следбеник Димитрија Љотића. Његово име се не налази међу потписницима Апела српском народу. Јовановићева ћерка Радмила, која је била малолетна у тренутку окупације, такође је у једном од ових извора наведена као реакционарно оријентисана и љотићевац - и пре, и током рата.
Као директор гимназије у Ћуприји од 1943. године, Јовановић је свакако био виђен као сарадник немачког окупатора. Према наводима песникиње Мире Алечковић, Јовановић је њеној тетки, професорки српског Јулијани Јулки Трпинац, иначе партизанском јатаку, наредио да одржи час на тему комунистичке опасности. Након тога се наставница отровала и извршила самоубиство, што је Алечковић довела у везу са Јовановићевим притисцима. Јовановићев рођак и презимењак, проф. др Радмио Јовановић, председник Медицинске академије Српског лекарског друштва, инсистирао је у свом интервјуу Милошу Јевтићу да филозоф није био колаборациониста, и да је његова породица тешко живела током окупације, а да се остатак фамилије организовао да им носи „брашно и маст као неопходну прву помоћ“.

## Објављена дела
- Емпириорационализам као гносеолошка доктрина, Београд 1931.[1]
- Проблеми смисла живота и наша народна поезија, Нови Сад 1938.[1]
- Смисао и вредност живота по Хајнриху Рикерту, Параћин 1938.[1]
- Видовданско сазнање, Нови Сад 1939.[1]
- Философија у Срба 1918-1938, Београд 1939.[1]
- Доситеј као философ, Нови Сад 1940.[1]
- Целина света и смисао живота, Нови Сад 1940.[1]